# Elimaea marmorata
Elimaea marmorata är en insektsart som beskrevs av Brunner von Wattenwyl 1878. Elimaea marmorata ingår i släktet Elimaea och familjen vårtbitare. Inga underarter finns listade i Catalogue of Life.